# Nazari Urbina
Nazari Urbina (* 12. Juni 1989 in Xalapa, Mexiko) ist eine ehemalige mexikanische Tennisspielerin.

## Karriere
Urbina, die mit fünf Jahren das Tennisspielen begann, bevorzugt für ihr Spiel den Hartplatz. Sie spielt hauptsächlich auf dem ITF Women’s Circuit, auf dem sie je einen Turniersieg im Einzel und Doppel errungen hat. Ihre besten Weltranglistenpositionen erreichte sie im Einzel mit Rang 601 und im Doppel mit Rang 639.
Sie spielte in der Saison 2011 für die mexikanische Fed-Cup-Mannschaft, für die sie vier Partien absolvierte und allesamt verlor.

## Turniersiege

### Einzel
| Nr. | Datum              | Turnier  | Kategorie   | Belag     | Finalgegnerin  | Ergebnis |
| --- | ------------------ | -------- | ----------- | --------- | -------------- | -------- |
| 1.  | 26. September 2010 | Mazatlán | ITF $10.000 | Hartplatz | Yasmin Schnack | 6:4, 6:3 |

### Doppel
| Nr. | Datum         | Turnier | Kategorie   | Belag     | Partnerin                | Finalgegnerinnen          | Ergebnis |
| --- | ------------- | ------- | ----------- | --------- | ------------------------ | ------------------------- | -------- |
| 1.  | 16. Juni 2019 | Cancún  | ITF $15.000 | Hartplatz | Fernanda Contreras Gómez | Yuka Hosoki Alyssa Tobita | 6:1, 7:5 |